# Tóth Tamás Boldizsár
Tóth Tamás Boldizsár (Budapest, 1969. –) magyar műfordító, szinkrondramaturg.
Angol-német szakos egyetemista volt, amikor megélhetési okokból elkezdett filmeket fordítani. Ekkor ismerkedett meg az Animus Kiadó tulajdonosaival, akik – saját bevallásuk szerint – a humoráért kedvelték meg. Így lett ő J. K. Rowling Harry Potter-sorozatának magyar fordítója, s e minőségében tett szert országos ismertségre. Ő készítette a Harry Potter-filmek magyar szövegét is.

## Élete
Nyelvtanár volt nagyapjának nővére, ő kezdte Tamást ötödikes korában németre tanítani. Édesanyja unszolására került később a Madách Imre Gimnázium angol tagozatára. 1988-tól egyetemi hallgató, az Eötvös Loránd Tudományegyetemen végzett angol–német szakon. A feleségével egyetemi éveik alatt ismerkedett meg, csoporttársak voltak, jelenleg Taksonyban élnek. Két gyermekük van, a nagyobb fiuk 2001-ben, a kisebb 2004-ben született.

## Fordításai
- J. K. Rowling: Harry Potter és a bölcsek köve
  - Harry Potter és a Titkok Kamrája
  - Harry Potter és az azkabani fogoly
  - Harry Potter és a Tűz Serlege
  - Harry Potter és a Főnix Rendje
  - Harry Potter és a Félvér Herceg
  - Harry Potter és a Halál ereklyéi
  - Bogar bárd meséi
- Jack Thorne, J. K. Rowling és John Tiffany: Harry Potter és az elátkozott gyermek
- Anthony Horowitz: A selyemház titka
  - Az első bevetés
  - Krokodilkönnyek
  - A Sólyom gyémántja
  - Kettes számú közellenség
  - Titkos szolgálat
- Jasper Fforde: Egy regény rabjai
  - A Jane Eyre eset
- Jonathan Stroud: A szamarkandi amulett
- Lois Lowry: Az emlékek őre
  - Hírvivő
- Elizabeth Goudge: Holdhercegnő
- Francesca Simon: Rosszcsont Peti

| A Rosszcsont Peti sorozat kötetei | A Rosszcsont Peti sorozat kötetei |
| --- | --------------------------------- |
| - - Rosszcsont Peti legádázabb ellenségei - Rosszcsont Peti vakarja a fejét - Rosszcsont Peti, a nagy varázsló - Rosszcsont Peti becsapja a fogtündért - Rosszcsont Peti és a vérfagyasztó hóember - Rosszcsont Peti és az angol királynő - Rosszcsont Peti és a múmia átka - Rosszcsont Peti bosszúja - Rosszcsont Peti a rocksztár - Rosszcsont Peti a ház ura - Rosszcsont Peti és az időgép - Rosszcsont Peti gazdag lesz - Rosszcsont Peti és a foci - Rosszcsont Peti háborúzik - Rosszcsont Peti, a környék réme - Rosszcsont Peti alsónadrágja - Rosszcsont Peti és a kísértetház - Rosszcsont Peti karácsonya - Rosszcsont Peti otthoni rémtettei - Rosszcsont Peti és a titkos klub - Rosszcsont Peti rémálma |                                   |

- Andreas Steinhöfel: Rico, Oskar és a nagy nyomozás
- Deborah McKinlay: Szerelmi játszmák
- Harold S. Kushner: Amikor rossz dolgok történnek jó emberekkel
- Martin Baxendale: A kismama működése
  - A párkapcsolat működése
  - Búcsú a bagótól
  - A kutya működése
  - No stressz! – Kalauz a feszültség túléléséhez
  - Boldog szülinapot!
  - Túlélési útmutató Facebook függőknek
- C. G. Jung: A filozófusok fája
- Carl Gustav Jung: Mandala – Képek a tudattalanból
- Hisham Matar: Férfiak földjén
- Star Wars – A klónok háborúja – Képeskönyv a film alapján
- Göthe Salmander (J. K. Rowling): Legendás állatok és megfigyelésük
- Meg Rosoff: Majd újra lesz nyár…
- Maria Wilhelm – Dirk Mathison: Avatar
- Tudor Hushpush (J. K. Rowling): A kviddics évszázadai
- Minden idők legelmésebb feladványai
- Louis Sachar: Bradley, az osztály réme
  - Laura titkos társasága
- J. K. Rowling: Az Ickabog